# Volvo S90 (2016)
| Sterne im Euro-NCAP-Crashtest |

Der Volvo S90 ist ein Pkw-Modell des schwedischen Automobilherstellers Volvo. Seit Ende 2016 wird der S90 ausschließlich im chinesischen Volvo-Werk in Daqing produziert. Im März 2025 wurde der Volvo ES90 vorgestellt, der zehn Zentimeter höher ist und ein Fließheck hat. Außerdem wird er elektrisch angetrieben. Dieses Modell ergänzt Volvos Portfolio in der Fahrzeugklasse der oberen Mittelklasse, wobei der S90 auf einigen Märkten inzwischen vom Markt genommen wurde.

## Geschichte
Die Weltpremiere der Limousine fand im Januar 2016 auf der North American International Auto Show in Detroit statt. Die Markteinführung erfolgte im Sommer 2016, eine Plug-in-Hybrid-Version folgte im November 2016.
Auf der Guangzhou Auto Show im November 2016 präsentierte Volvo die Langversion S90 Excellence für den chinesischen Markt. Sie wird dort seit Dezember 2016 verkauft. Zwischen 2018 und 2019 war sie auch in Deutschland erhältlich, sie wurde jedoch nur für die Plug-in-Hybrid-Version T8 angeboten.
Im Februar 2020 präsentierte Volvo eine überarbeitete Version der Baureihe. Eine weitere Modellpflege erfolgte im April 2025, wobei der S90 fortan nur noch in Asien vermarktet werden soll.
Auf Basis des S90 und mit den gleichen Motorisierungen kam die Kombiversion Volvo V90 im September 2016 auf den Markt.

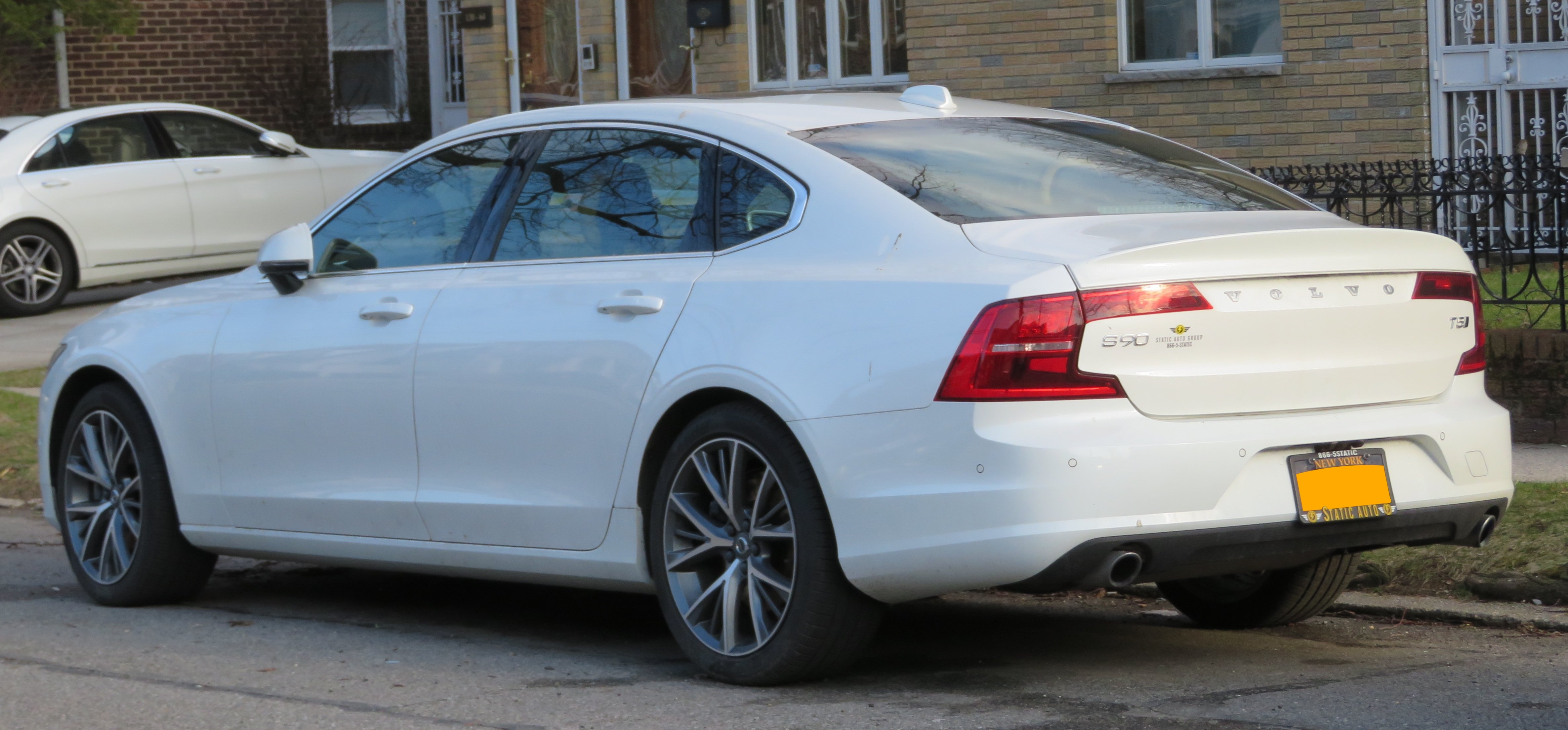
Heckansicht
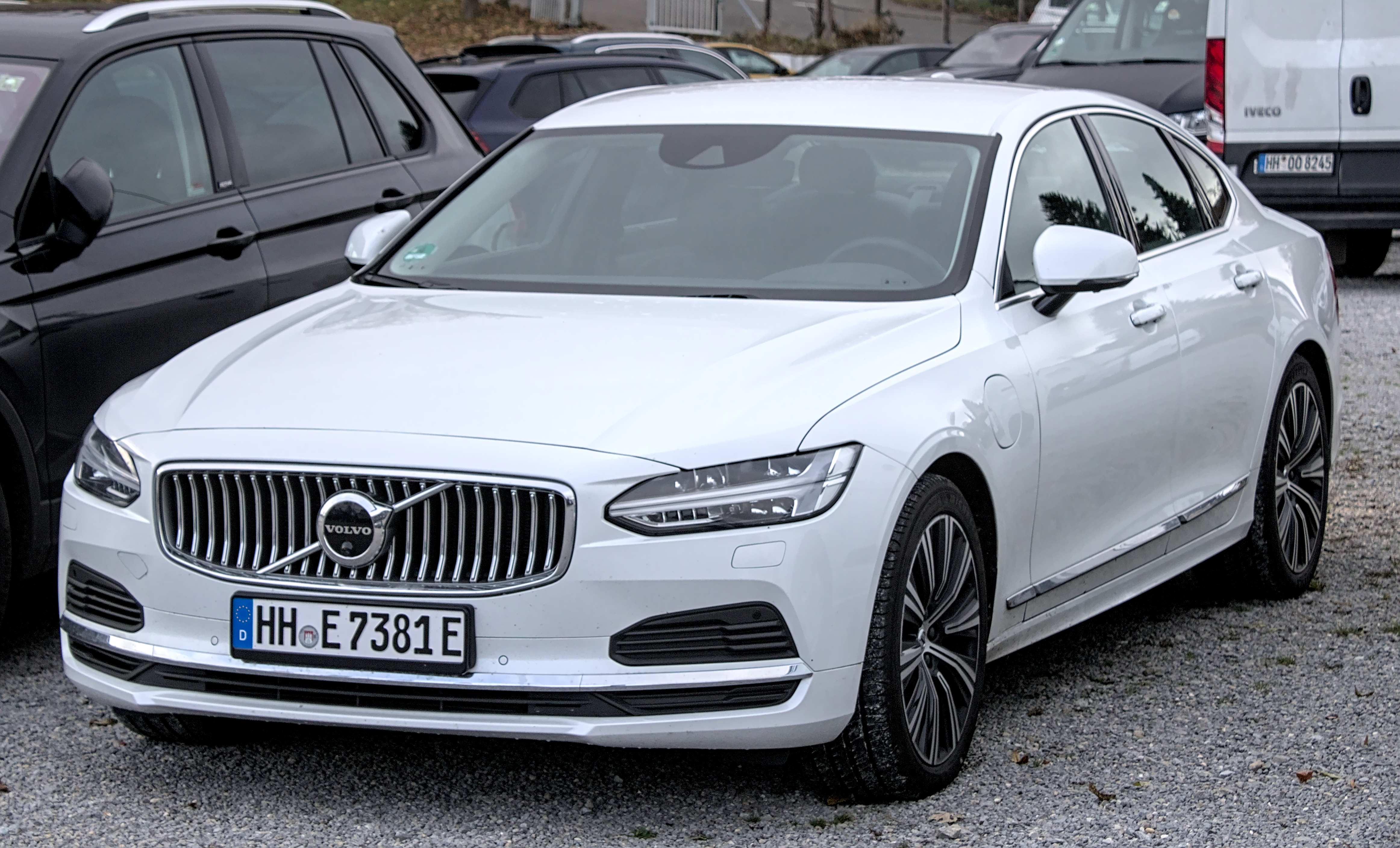
Volvo S90 (2020–2025)
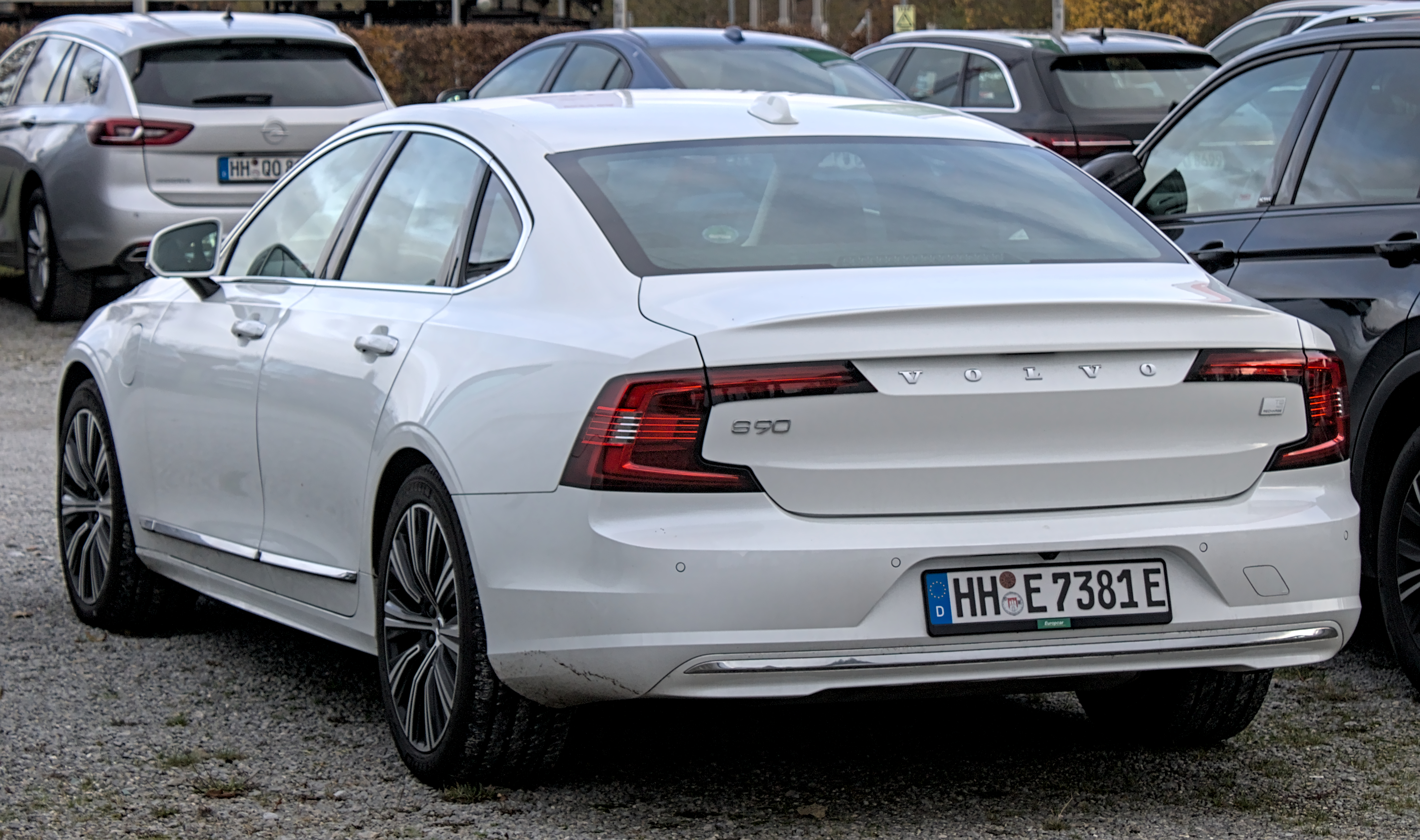
Heckansicht
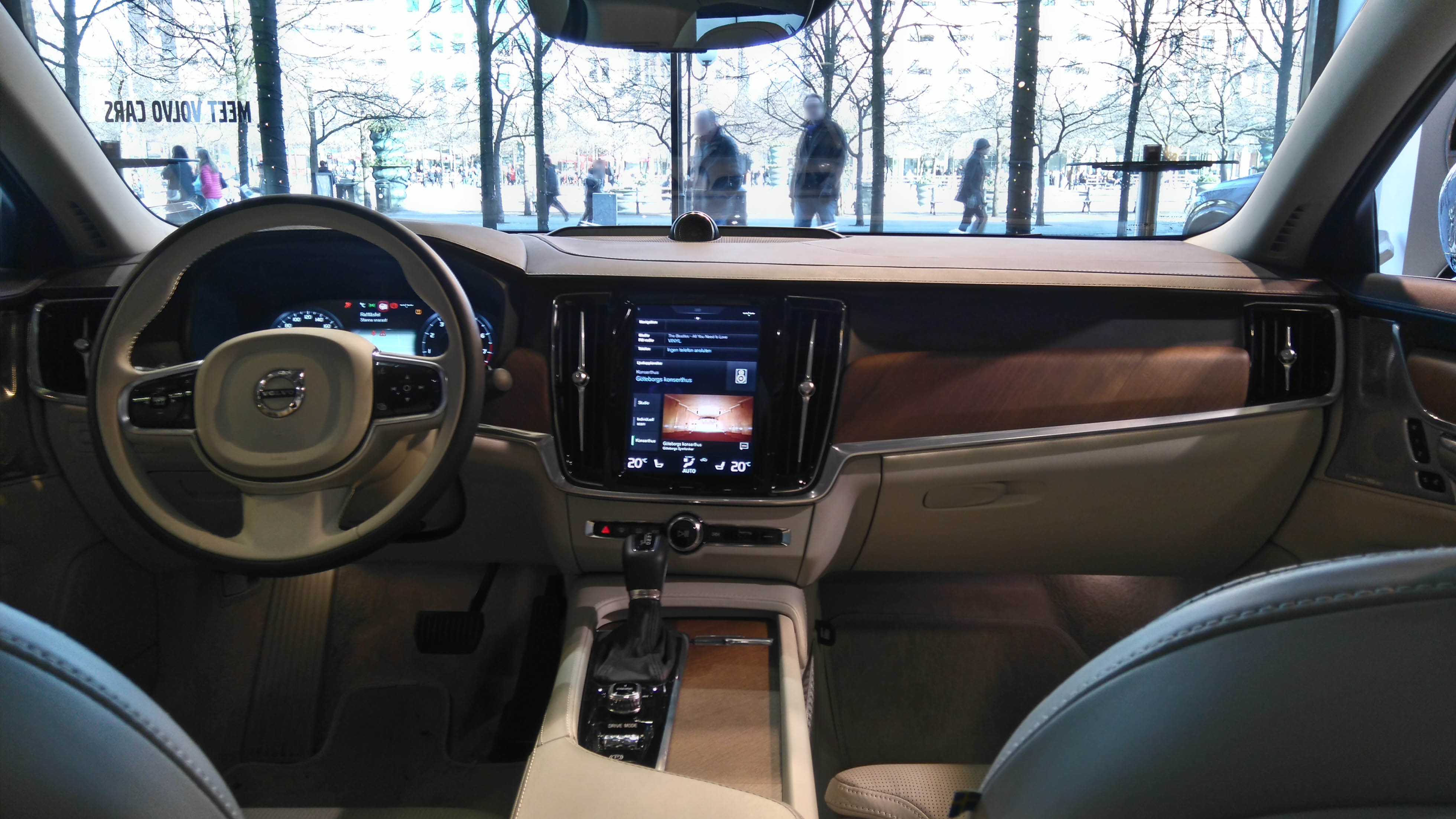
Innenraum
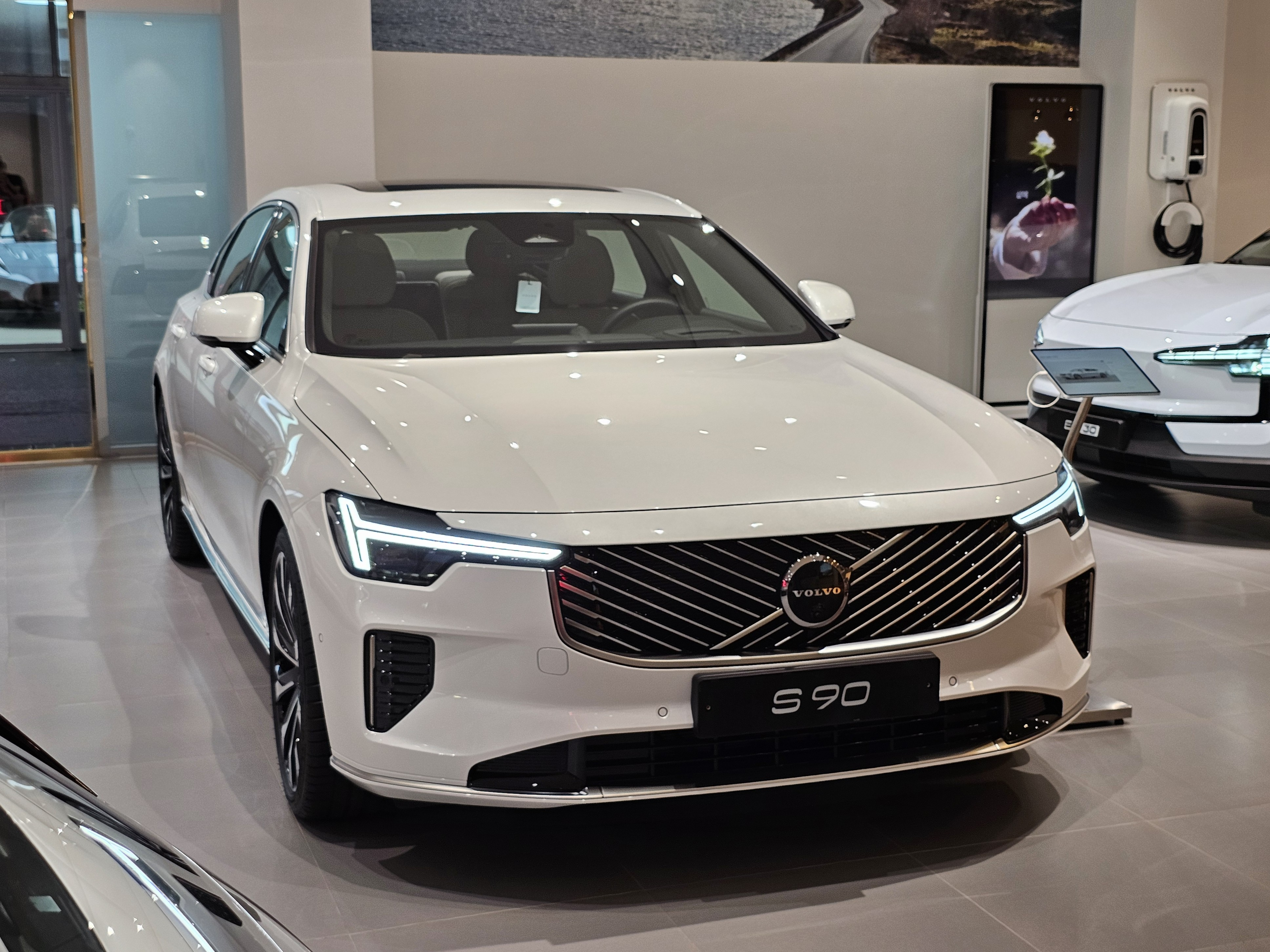
Volvo S90 (seit 2025)
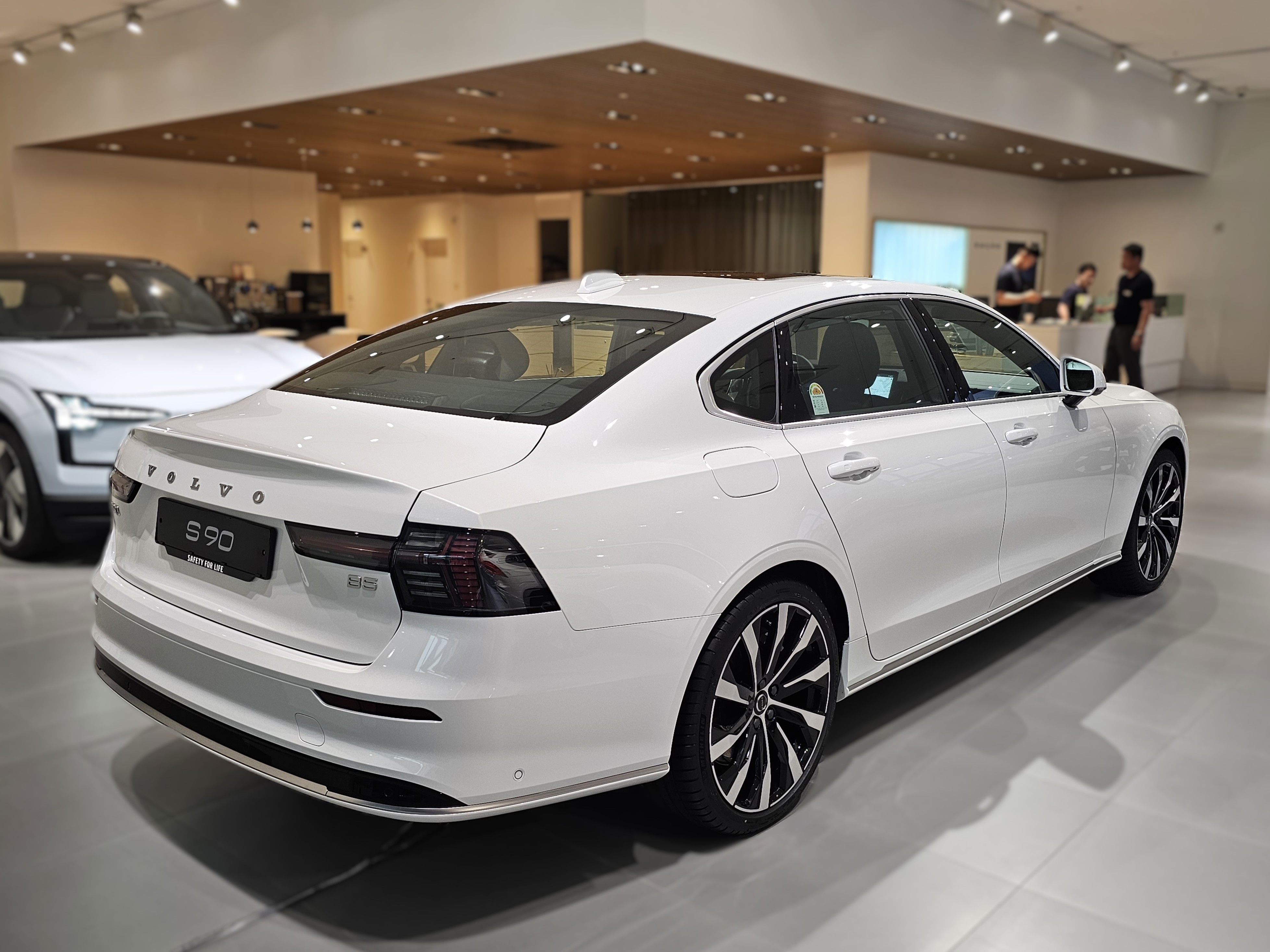
Heckansicht
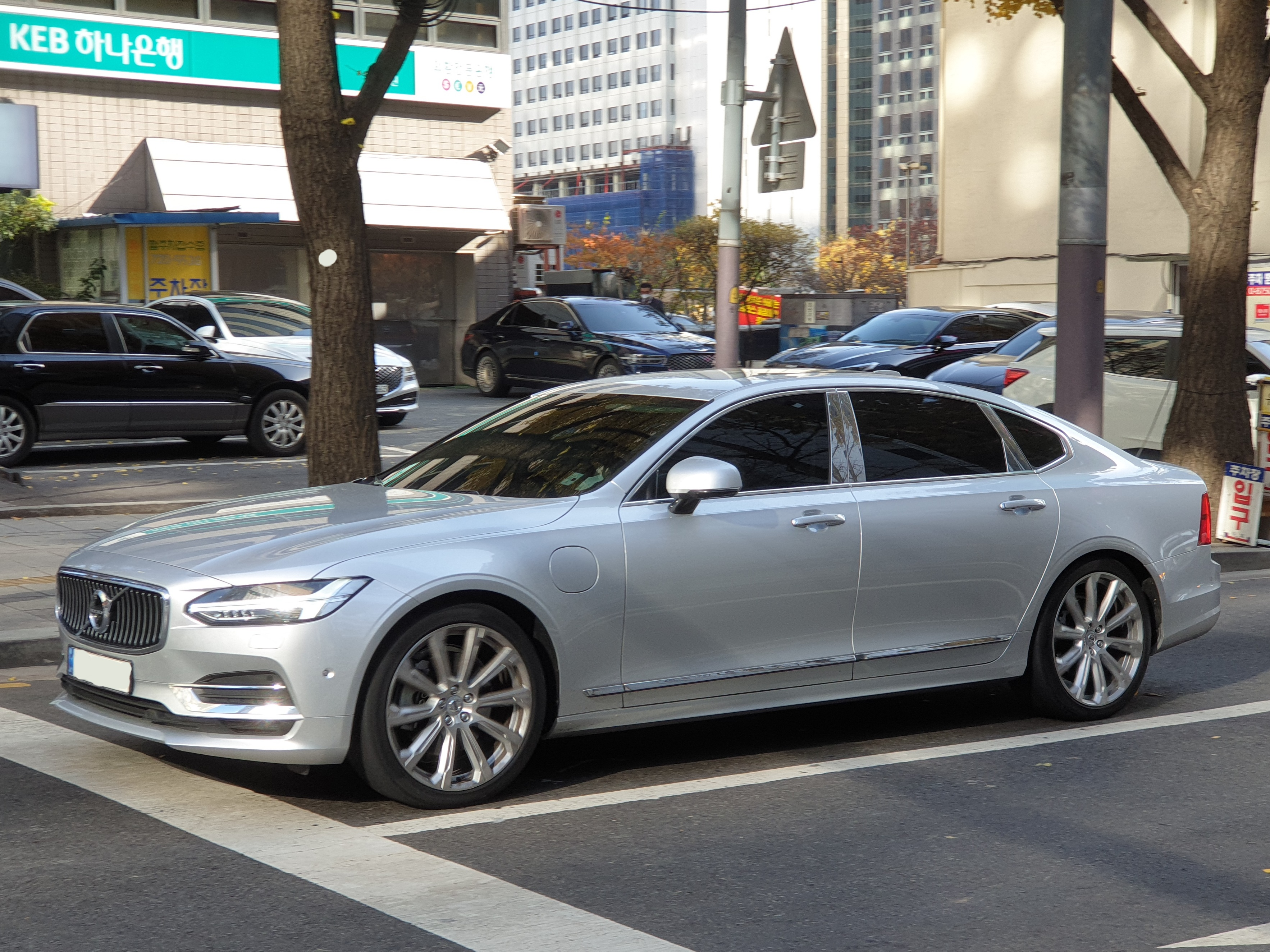
Volvo S90 Excellence (seit 2016)

### S90 Ambience Concept
Das Konzeptfahrzeug S90 Ambience Concept wurde auf der Auto China 2018 in Peking vorgestellt. Es basiert auf dem S90 Excellence und hat drei Sitzplätze. Der Beifahrersitz wurde gegen eine Fußablage für den im Fond sitzenden Mitfahrer ausgetauscht. Am Dachhimmel lassen sich sieben verschiedene Motive darstellen.

## Technik
Der S90 basiert auf der skalierbare Produkt-Architektur (SPA)-Plattform. Hinten hat er eine Mehrlenkerachse, auf Wunsch mit Luftfederung. Er hat die drei Fahrmodi Eco, normal und dynamisch. Gelenkt wird mit einer geschwindigkeitsabhängig geregelten elektrischen Servolenkung. Der Dieselmotor benötigt zum Erreichen der Euro 6-Abgasnorm keinen Harnstoffzusatz. Das automatische Notbremssystem City Safety erkennt auch große Tiere wie beispielsweise Kühe. Alle Fahrerassistenzsysteme werden als Paket mit IntelliSafe Assist bezeichnet. Dazu gehört auch der halb-autonome Fahrassistent (Pilot Assist): Bis zu Geschwindigkeiten von etwa 130 km/h hält er den Wagen durch leichte Lenkeingriffe in der Spur.

### Technische Daten
|                                                                   | T4                                                            | T4 Polestar Performance                                       | T5                                                            | T5                                                            | T5 Polestar Performance                                       | T6 AWD                                                        | T6 AWD                                                        | T6 AWD Polestar Performance                                   | B6 AWD                                                                     | T8 TWIN ENGINE AWD                                                                          | T8 Excellence TWIN ENGINE AWD                                                               | T8 TWIN ENGINE AWD                                                                          | T8 TWIN ENGINE AWD Polestar Performance                                                     | T8 Recharge AWD                                                                             |
| ----------------------------------------------------------------- | ------------------------------------------------------------- | ------------------------------------------------------------- | ------------------------------------------------------------- | ------------------------------------------------------------- | ------------------------------------------------------------- | ------------------------------------------------------------- | ------------------------------------------------------------- | ------------------------------------------------------------- | -------------------------------------------------------------------------- | ------------------------------------------------------------------------------------------- | ------------------------------------------------------------------------------------------- | ------------------------------------------------------------------------------------------- | ------------------------------------------------------------------------------------------- | ------------------------------------------------------------------------------------------- |
| Bauzeitraum:                                                      | 10/2017–08/2019                                               | 03/2019–08/2019                                               | 10/2017–08/2019                                               | 06/2016–10/2017                                               | 10/2018–08/2019                                               | 10/2017–03/2020                                               | 06/2016–10/2017                                               | 10/2018–03/2020                                               | 03/2020–02/2022                                                            | 03/2018–09/2021                                                                             | 06/2018–08/2019                                                                             | 05/2017–03/2018                                                                             | 10/2018–09/2021                                                                             | seit 09/2021                                                                                |
| Motortyp:                                                         | Vierzylinder-Ottomotor in Reihenbauart und Direkteinspritzung | Vierzylinder-Ottomotor in Reihenbauart und Direkteinspritzung | Vierzylinder-Ottomotor in Reihenbauart und Direkteinspritzung | Vierzylinder-Ottomotor in Reihenbauart und Direkteinspritzung | Vierzylinder-Ottomotor in Reihenbauart und Direkteinspritzung | Vierzylinder-Ottomotor in Reihenbauart und Direkteinspritzung | Vierzylinder-Ottomotor in Reihenbauart und Direkteinspritzung | Vierzylinder-Ottomotor in Reihenbauart und Direkteinspritzung | Vierzylinder-Ottomotor in Reihenbauart und Direkteinspritzung, Mild-Hybrid | Plug-in-Hybrid (Otto/Elektro) Vierzylinder-Ottomotor in Reihenbauart und Direkteinspritzung | Plug-in-Hybrid (Otto/Elektro) Vierzylinder-Ottomotor in Reihenbauart und Direkteinspritzung | Plug-in-Hybrid (Otto/Elektro) Vierzylinder-Ottomotor in Reihenbauart und Direkteinspritzung | Plug-in-Hybrid (Otto/Elektro) Vierzylinder-Ottomotor in Reihenbauart und Direkteinspritzung | Plug-in-Hybrid (Otto/Elektro) Vierzylinder-Ottomotor in Reihenbauart und Direkteinspritzung |
| Motoraufladung:                                                   | Turbolader                                                    | Turbolader                                                    | Turbolader                                                    | Turbolader                                                    | Turbolader                                                    | Turbolader                                                    | Turbolader und Kompressor                                     | Turbolader und Kompressor                                     | Turbolader und Kompressor                                                  | Turbolader und Kompressor                                                                   | Turbolader und Kompressor                                                                   | Turbolader und Kompressor                                                                   | Turbolader und Kompressor                                                                   | Turbolader und Kompressor                                                                   |
| Hubraum:                                                          | 1969 cm³                                                      | 1969 cm³                                                      | 1969 cm³                                                      | 1969 cm³                                                      | 1969 cm³                                                      | 1969 cm³                                                      | 1969 cm³                                                      | 1969 cm³                                                      | 1969 cm³                                                                   | 1969 cm³                                                                                    | 1969 cm³                                                                                    | 1969 cm³                                                                                    | 1969 cm³                                                                                    | 1969 cm³                                                                                    |
| max. Leistung bei min−1:                                          | 140 kW (190 PS) bei 5000/min                                  | 155 kW (210 PS) bei 5000/min                                  | 184 kW (250 PS) bei 5500/min                                  | 186 kW (254 PS) bei 5500/min                                  | 186 kW (253 PS) bei 5500/min                                  | 228 kW (310 PS) bei 5700/min                                  | 235 kW (320 PS) bei 5700/min                                  | 240 kW (326 PS) bei 5700/min                                  | 220 kW (300 PS) bei 5400/min                                               | 223 kW (303 PS) bei 6000/min + 65 kW (87 PS)                                                | 223 kW (303 PS) bei 6000/min + 65 kW (87 PS)                                                | 235 kW (320 PS) bei 5700/min + 65 kW (87 PS)                                                | 233 kW (318 PS) bei 6000/min + 65 kW (87 PS)                                                | 228 kW (310 PS) bei 6000/min + 107 kW (145 PS)                                              |
| max. Drehmoment bei min−1:                                        | 300 Nm bei 1600–4000/min                                      | 360 Nm bei 1600–4000/min                                      | 350 Nm bei 1800–4800/min                                      | 350 Nm bei 1500–4800/min                                      | 400 Nm bei 1500–4800/min                                      | 400 Nm bei 2200–5100/min                                      | 400 Nm bei 2200–5400/min                                      | 430 Nm bei 2200–5100/min                                      | 420 Nm bei 2100–4800/min                                                   | 400 Nm bei 2200–4800/min + 240 Nm                                                           | 400 Nm bei 2200–4800/min + 240 Nm                                                           | 400 Nm bei 2200–5400/min + 150 Nm                                                           | 430 Nm bei 2200–4800/min + 240 Nm                                                           | 400 Nm bei 3000–4800/min + 309 Nm                                                           |
| Antriebsart, serienmäßig:                                         | Frontantrieb                                                  | Frontantrieb                                                  | Frontantrieb                                                  | Frontantrieb                                                  | Frontantrieb                                                  | Allradantrieb (AWD)                                           | Allradantrieb (AWD)                                           | Allradantrieb (AWD)                                           | Allradantrieb (AWD)                                                        | Allrad abhängig vom Fahrmodus                                                               | Allrad abhängig vom Fahrmodus                                                               | Allrad abhängig vom Fahrmodus                                                               | Allrad abhängig vom Fahrmodus                                                               | Allrad abhängig vom Fahrmodus                                                               |
| Antriebsart, optional:                                            | —                                                             | —                                                             | —                                                             | —                                                             | —                                                             | —                                                             | —                                                             | —                                                             | —                                                                          | —                                                                                           | —                                                                                           | —                                                                                           | —                                                                                           | —                                                                                           |
| Getriebe, serienmäßig:                                            | 8-Gang-Geartronic                                             | 8-Gang-Geartronic                                             | 8-Gang-Geartronic                                             | 8-Gang-Geartronic                                             | 8-Gang-Geartronic                                             | 8-Gang-Geartronic                                             | 8-Gang-Geartronic                                             | 8-Gang-Geartronic                                             | 8-Gang-Geartronic                                                          | 8-Gang-Geartronic                                                                           | 8-Gang-Geartronic                                                                           | 8-Gang-Geartronic                                                                           | 8-Gang-Geartronic                                                                           | 8-Gang-Geartronic                                                                           |
| Getriebe, optional:                                               | —                                                             | —                                                             | —                                                             | —                                                             | —                                                             | —                                                             | —                                                             | —                                                             | —                                                                          | —                                                                                           | —                                                                                           | —                                                                                           | —                                                                                           | —                                                                                           |
| Höchstgeschwindigkeit:                                            | 210 km/h                                                      | 210 km/h                                                      | 230 km/h                                                      | 230 km/h                                                      | 230 km/h                                                      | 250 km/h                                                      | 250 km/h                                                      | 250 km/h                                                      | 180 km/h                                                                   | 250 km/h 1                                                                                  | 250 km/h                                                                                    | 230 km/h                                                                                    | 250 km/h 1                                                                                  | 180 km/h                                                                                    |
| Beschleunigung, 0–100 km/h:                                       | 8,7 s                                                         | 8,7 s                                                         | 6,8 s                                                         | 6,8 s                                                         | 6,8 s                                                         | 5,9 s                                                         | 5,9 s                                                         | 5,9 s                                                         | 6,2 s                                                                      | 5,1 s                                                                                       | 5,3 s                                                                                       | 4,8 s                                                                                       | 5,1 s                                                                                       | 4,7 s                                                                                       |
| Leergewicht:                                                      | 1800 kg                                                       | 1800 kg                                                       | 1800 kg                                                       | 1807 kg                                                       | 1800 kg                                                       | 1899 kg                                                       | 1898 kg                                                       | 1899 kg                                                       | 1935 kg                                                                    | 2115 kg                                                                                     | 2173 kg                                                                                     | 2076 kg                                                                                     | 2115 kg                                                                                     | 2110 kg                                                                                     |
| Kraftstoffverbrauch auf 100 km (kombiniert, nach EWG-Richtlinie): | 6,7 l Super                                                   | 6,7 l Super                                                   | 6,7 l Super                                                   | 6,5 l Super                                                   | 6,7 l Super                                                   | 7,3 l Super                                                   | 7,2 l Super                                                   | 7,3 l Super                                                   | 7,0–7,2 l Super                                                            | 2,0–2,1 l Super                                                                             | 2,3 l Super                                                                                 | 2,0 l Super                                                                                 | 2,0–2,1 l Super                                                                             | 0,8–0,9 l Super                                                                             |
| CO2-Emission, kombiniert:                                         | 153 g/km                                                      | 153 g/km                                                      | 152 g/km                                                      | 149 g/km                                                      | 152 g/km                                                      | 167 g/km                                                      | 165 g/km                                                      | 167 g/km                                                      | 160–164 g/km                                                               | 46–48 g/km                                                                                  | 52 g/km                                                                                     | 46 g/km                                                                                     | 46–48 g/km                                                                                  | 19–20 g/km                                                                                  |
| Abgasnorm nach EU-Klassifikation:                                 | Euro 6 (ab 03/2018: Euro 6d-TEMP)                             | Euro 6d-TEMP                                                  | Euro 6 (ab 03/2018: Euro 6d-TEMP)                             | Euro 6                                                        | Euro 6d-TEMP                                                  | Euro 6 (ab 03/2018: Euro 6d-TEMP)                             | Euro 6                                                        | Euro 6d-TEMP                                                  | Euro 6d                                                                    | Euro 6d-TEMP 2                                                                              | Euro 6d-TEMP                                                                                | Euro 6                                                                                      | Euro 6d-TEMP 2                                                                              | Euro 6d 3                                                                                   |

|                                                                   | D3                                                                    | D4 (AWD)                                                              | D4 Polestar Performance                                               | D5 AWD                                                                | D5 AWD Polestar Performance                                           |
| ----------------------------------------------------------------- | --------------------------------------------------------------------- | --------------------------------------------------------------------- | --------------------------------------------------------------------- | --------------------------------------------------------------------- | --------------------------------------------------------------------- |
| Bauzeitraum:                                                      | 11/2016–08/2019                                                       | 06/2016–08/2019                                                       | 10/2018–08/2019                                                       | 06/2016–03/2024                                                       | 10/2018–06/2020                                                       |
| Motortyp:                                                         | Vierzylinder-Dieselmotor in Reihenbauart und Common-Rail-Einspritzung | Vierzylinder-Dieselmotor in Reihenbauart und Common-Rail-Einspritzung | Vierzylinder-Dieselmotor in Reihenbauart und Common-Rail-Einspritzung | Vierzylinder-Dieselmotor in Reihenbauart und Common-Rail-Einspritzung | Vierzylinder-Dieselmotor in Reihenbauart und Common-Rail-Einspritzung |
| Motoraufladung:                                                   | Turbolader                                                            | Bi-Turbolader                                                         | Bi-Turbolader                                                         | Bi-Turbolader mit VTG                                                 | Bi-Turbolader mit VTG                                                 |
| Hubraum:                                                          | 1969 cm³                                                              | 1969 cm³                                                              | 1969 cm³                                                              | 1969 cm³                                                              | 1969 cm³                                                              |
| max. Leistung bei min−1:                                          | 110 kW (150 PS) bei 3750/min                                          | 140 kW (190 PS) bei 4250/min                                          | 147 kW (200 PS) bei 4250/min                                          | 173 kW (235 PS) bei 4000/min                                          | 177 kW (240 PS) bei 4000/min                                          |
| max. Drehmoment bei min−1:                                        | 320 Nm bei 1750–3000/min                                              | 400 Nm bei 1750–2500/min                                              | 440 Nm bei 1750–2500/min                                              | 480 Nm bei 1750–2250/min                                              | 500 Nm bei 1750–2250/min                                              |
| Antriebsart, serienmäßig:                                         | Frontantrieb                                                          | Frontantrieb                                                          | Frontantrieb                                                          | Allradantrieb (AWD)                                                   | Allradantrieb (AWD)                                                   |
| Antriebsart, optional:                                            | —                                                                     | (Allradantrieb (AWD), nur mit 8-Gang-Geartronic)                      | —                                                                     | —                                                                     | —                                                                     |
| Getriebe, serienmäßig:                                            | 6-Gang-Schaltgetriebe                                                 | 6-Gang-Schaltgetriebe (8-Gang-Geartronic)                             | 8-Gang-Geartronic                                                     | 8-Gang-Geartronic                                                     | 8-Gang-Geartronic                                                     |
| Getriebe, optional:                                               | [6-Gang-Geartronic]                                                   | [8-Gang-Geartronic]                                                   | —                                                                     | —                                                                     | —                                                                     |
| Höchstgeschwindigkeit:                                            | 205 km/h                                                              | 230 km/h                                                              | 230 km/h                                                              | 240 km/h 1                                                            | 240 km/h 1                                                            |
| Beschleunigung, 0–100 km/h:                                       | 9,9 s                                                                 | 8,2 s (8,4 s)                                                         | 8,2 s                                                                 | 7,0 s                                                                 | 7,0 s                                                                 |
| Leergewicht:                                                      | 1770 kg                                                               | 1790 kg (1887 kg)                                                     | 1790 kg                                                               | 1904 kg                                                               | 1904 kg                                                               |
| Kraftstoffverbrauch auf 100 km (kombiniert, nach EWG-Richtlinie): | 4,4 l Diesel                                                          | 4,4 l Diesel (4,7 l Diesel)                                           | 4,4 l Diesel                                                          | 4,8 l Diesel                                                          | 4,8 l Diesel                                                          |
| CO2-Emission, kombiniert:                                         | 115 g/km                                                              | 116 g/km (124 g/km)                                                   | 116 g/km                                                              | 127 g/km                                                              | 127 g/km                                                              |
| Abgasnorm nach EU-Klassifikation:                                 | Euro 6 (ab 03/2018: Euro 6d-TEMP)                                     | Euro 6 (ab 03/2018: Euro 6d-TEMP)                                     | Euro 6d-TEMP                                                          | Euro 6 (ab 03/2018: Euro 6d-TEMP) 4                                   | Euro 6d-TEMP                                                          |